# Franksville
Franksville is een plaats (census-designated place) in de Amerikaanse staat Wisconsin, en valt bestuurlijk gezien onder Racine County.

## Demografie
Bij de volkstelling in 2000 werd het aantal inwoners vastgesteld op 1789.

## Geografie
Volgens het United States Census Bureau beslaat de plaats een oppervlakte van 11,2 km², geheel bestaande uit land. Franksville ligt op ongeveer 232 m boven zeeniveau.

## Plaatsen in de nabije omgeving
De onderstaande figuur toont nabijgelegen plaatsen in een straal van 12 km rond Franksville.